# August von Othegraven

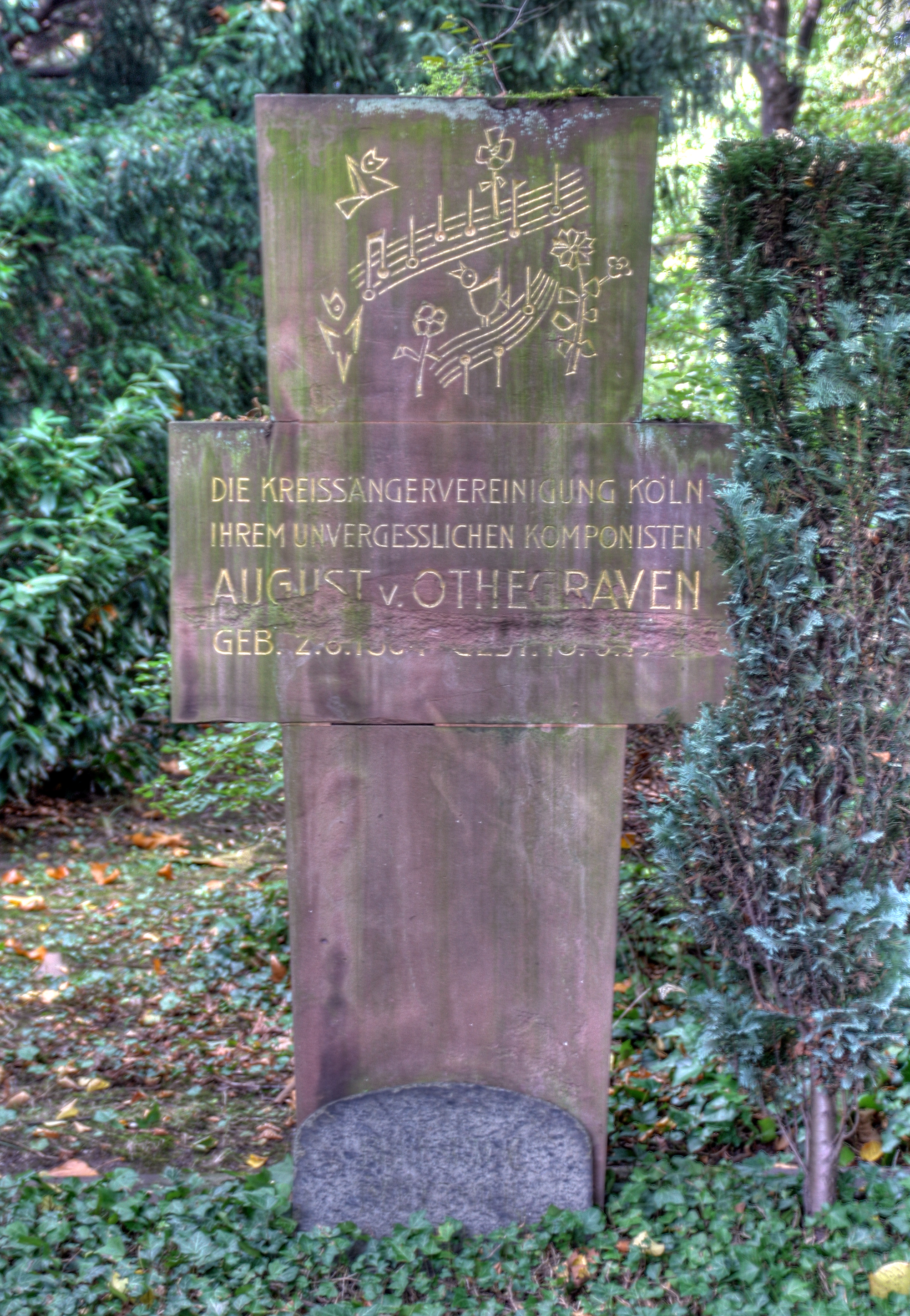
Tomba d'Othegraven al cementiri de Colònia

August von Othegraven (Colònia, 2 de juny de 1864 – Wermelskirchen, 11 de març de 1946) fou un pedagog i compositor musical alemany.
Estudià en el Conservatori de la seva ciutat natal, aconseguí el premi de la Fundació Mozart, i el 1899 fou nomenat professor de piano, de cant coral i de conjunt escènic del Conservatori de Colònia.
Entre les seves obres hi figuren l'òpera fantàstica Die schlafende Prinzessín (Colònia, 1907), melodies, cors, entre el que destaquen el titulat Der Rhein und Die Reben, a 8 veus.